# Сан-Гаэтано
Церковь Санти-Микеле-э-Гаэтано, чаще называемая просто Сан-Гаэтано (итал. La chiesa dei Santi Michele e Gaetano) — католический храм, расположенный на площади Антинори, продолжении улицы Торнабуони, во Флоренции. Является редким образцом стиля барокко в столице Тосканы.

## История
Истоки церкви, уже посвящённой архангелу Михаилу и известной как Сан-Микеле-Бертельде (San Michele Bertelde), восходят к XI веку. Первые документы о церкви относятся к 1055 году, когда она была указана среди владений могущественного аббатства Нонантола близ Модены. После того, как о церкви позаботилось флорентийское духовенство, его использовали оливетанские монахи Сан-Миниато-аль-Монте. В то время церковь имела один неф с типичной ориентацией на восток, дом для монахов и клуатр. От старой романской церкви осталось немного следов, они были окончательно утрачены в 1640 году.
Новая церковь, с 1592 года находившаяся под покровительством театинского ордена, была посвящена основателю ордена Святому Каэтану, хотя формально она не могла быть названа в его честь до его канонизации в 1671 году. Финансирование реконструкции храма было получено от дворянских семей Флоренции, включая Антинори и Медичи. Кардинал Карло Медичи был особенно заинтересован в работе, и его имя написано на фасаде храма. Строительство велось между 1604 и 1648 годами. Первоначальный проект был разработан около 1597 года Бернардо Буонталенти, но в строительстве участвовали многие архитекторы, каждый из которых вносил что-то своё. Наиболее важные новации внесли Маттео Ниджетти и Герардо Сильвани. Благородные семьи из окружения великокняжеского двора, посвятившие себя созданию одного из самых роскошных районов города вокруг Виа Торнабуони, надеялись вместе с Сан-Гаэтано создать самую красивую церковь в стиле барокко во Флоренции. Первый камень был торжественно заложен 22 августа 1604 года. Маттео Нигетти следил за работами вплоть до завершения трансепта и хора, когда в 1633 году его сменил придворный архитектор Герардо Сильвани, которому помогал его сын Пьер Франческо.
В 1631 году театинцы поместили герб своего благодетеля Карло Медичи внутри церкви, в центре крестового свода. 29 августа 1649 года кардинал Карло торжественно освятил храм, ещё не имевший фасада. В 1701 году строительство было завершено расширением лестницы, выходящей на площадь Антинори. В 1785 году с упразднением ряда религиозных орденов церковь стала приходской.
В 2008 году церковь была передана Институту Христа Царя и Архиерея, традиционному институту церковной жизни «римско-католического общества под папским правом в общении со Святым Престолом».

## Композиция фасада
Фасад церкви с его богатым скульптурным оформлением нетипичен для флорентийских церквей, характерных иконоборческими схемами с архитектоническим декором. Однако композиция фасада имеет структуру, типичную для церквей римского барокко: общая симметрия, два яруса, связанные волютами по сторонам, парные пилястры коринфского ордера, поднятые на высокие цоколи, раскрепованные антаблемент и карнизы венчающего треугольного фронтона. Фасад имеет три портала: центральный — с треугольным фронтоном, увенчанным скульптурными изображениями полулежащих фигур, представляющих «Веру» и «Милосердие», иначе: Веру и Бедность (Speranza e Poverta), созданных фламандцем Бальдассарре Дельмозелем. В центре — геральдический щит театинского ордена; на втором ярусе находится герб кардинала Джованни Карло Медичи. Над боковыми дверями в нишах — статуи святого Каэтана (справа, работы Дельмозеля) и святого Андрея Авеллино (слева, работы Франческо Андреоцци).

## Интерьер церкви
Интерьер богато украшен, как это принято в церквях в стиле барокко. На контрфасаде установлен орган работы Бенедетто Трончи из Пистойи. Мраморные купели для святой воды у входа созданы Доменико Пьератти в виде раковин, поддерживаемых ангелами. Над карнизами первого яруса стен по периметру нефа и трансепта установлены четырнадцать статуй, изображающих апостолов и евангелистов, созданных Новелли, Каччини, Бараттой, Фоджини, Пьямонтини, Петтиросси, Фортини и Катени. Ниже, под каждой из этих статуй находится барельеф, изображающий событие из жизни святого. Главный алтарь оформлен серебряным киворием, сделанным Бенедетто Петруччи и подаренным семьёй Торриджани.
В храме находятся многие произведения искусства. По сторонам нефа расположены малые капеллы. В первой капелле справа (Капелла Антинори) находится алтарная картина «Мученичество Святого Андрея» работы Антонио Руджери (Antonio Ruggieri).
Во второй капелле справа находится алтарный образ «Святой Михаил, освобождающий души в чистилище» Оттавио Виньяли. В третьей — запрестольный образ, изображающий святого Каэтана и святого Андреа Авеллино с Троицей и святого Франциска Ассизского работы Маттео Росселли. Бюст Святого Франциска на алтаре изваял Малатести. На стенах портреты кардинала Франческо Мартелли и архиепископа Джузеппе Мария Мартелли, написанные римскими художниками.
В правом трансепте — картина «Поклонение волхвов» Оттавио Ваннини. Четвёртая капелла справа посвящена Деве Марии. Алтарь Рождества написан Маттео Росселли. Стены расписаны Фаббрицио Боски с изображениями Благовещения и Посещения Марии Елизаветой. На алтаре находится бронзовое распятие работы Джованни Франческо Сусини.
Рядом с хором находится большая каменная скиния с бронзовым распятием работы Франческо Сусини, которой покровительствовал принц Лоренцо Медичи, сын Фердинандо I. Купол украшен фресками Пьетро Галлетти. В шестой капелле находится картина, изображающая «Обретение креста», написанная Маттео Росселли. Две другие картины и фрески принадлежат Билиберту и Виньяли. Во второй капелле слева, Капелле Франчески, находится запрестольный образ — шедевр Пьетро да Кортоны, изображающий Мученичество Святого Лаврентия.

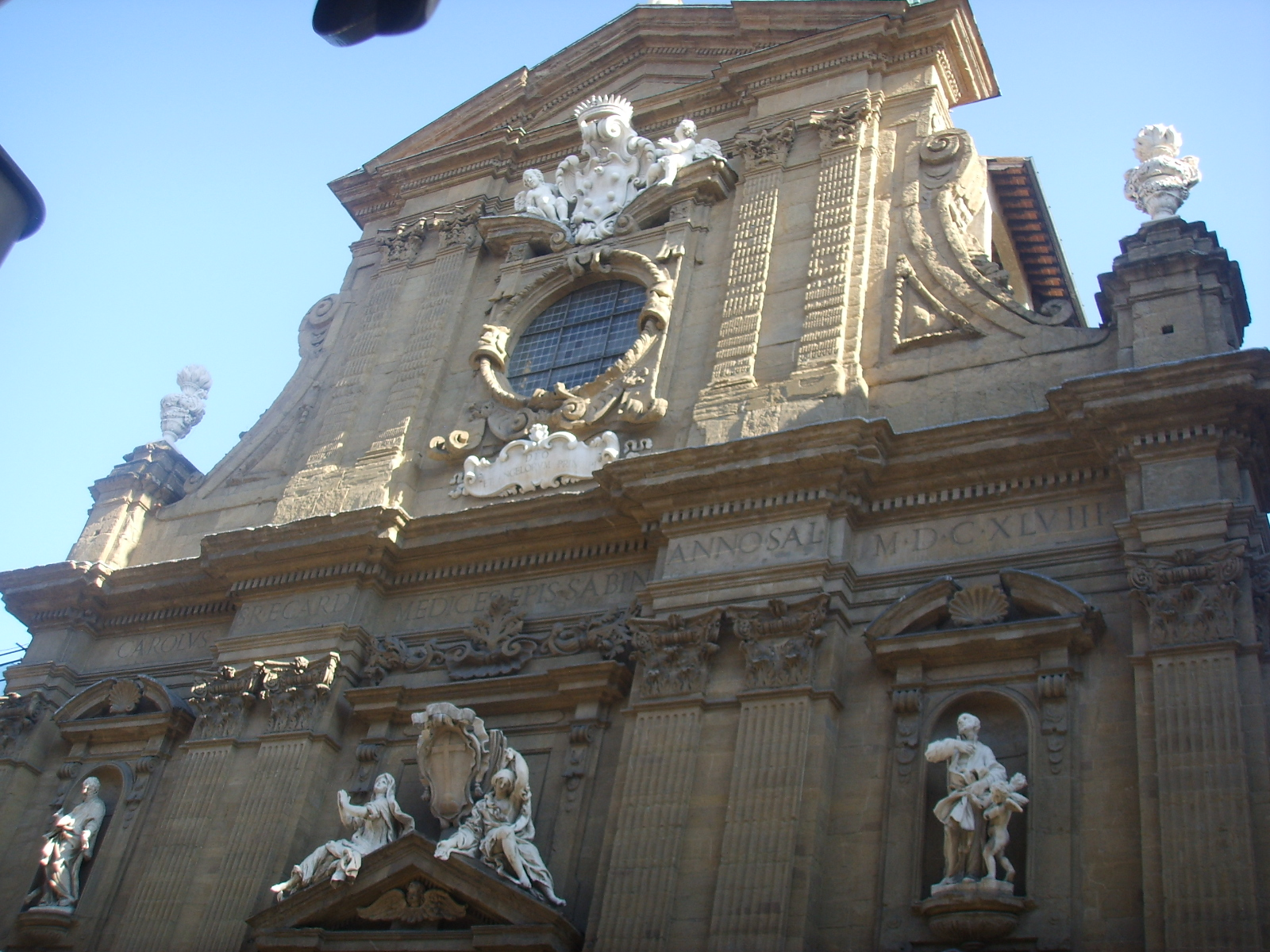
Деталь главного фасада
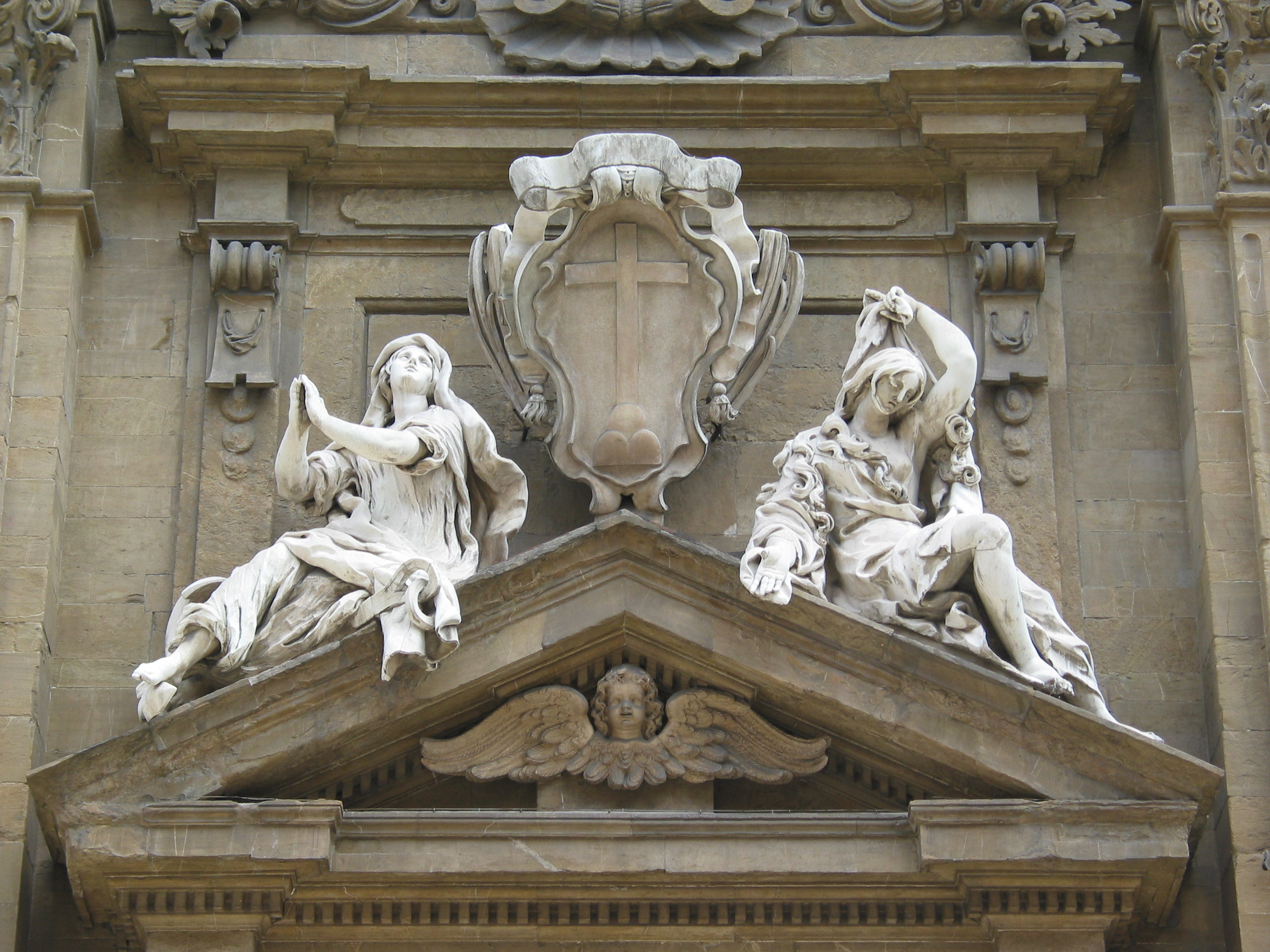
«Вера» и «Милосердие». Скульптурная группа главного фасада
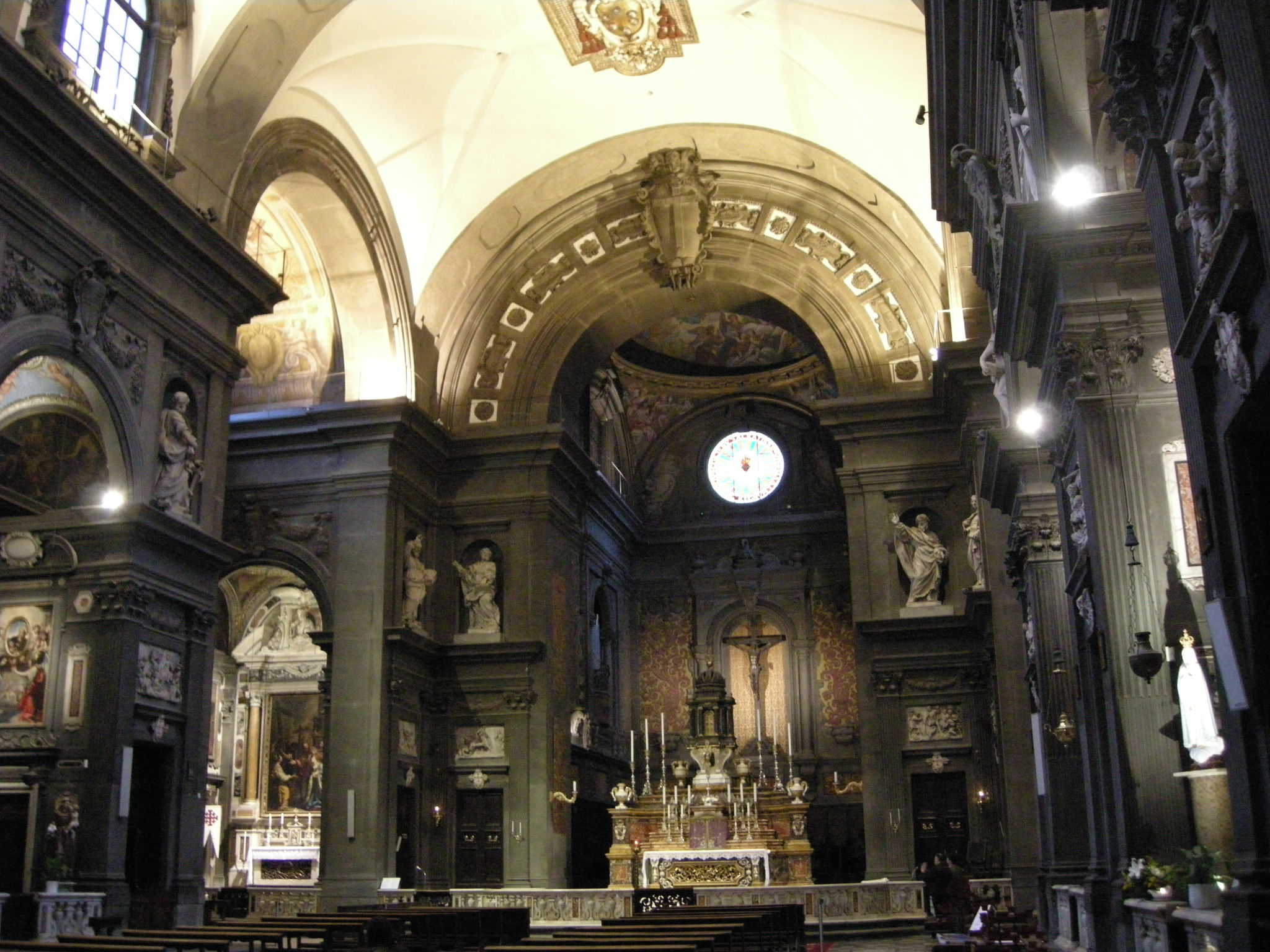
Интерьер храма
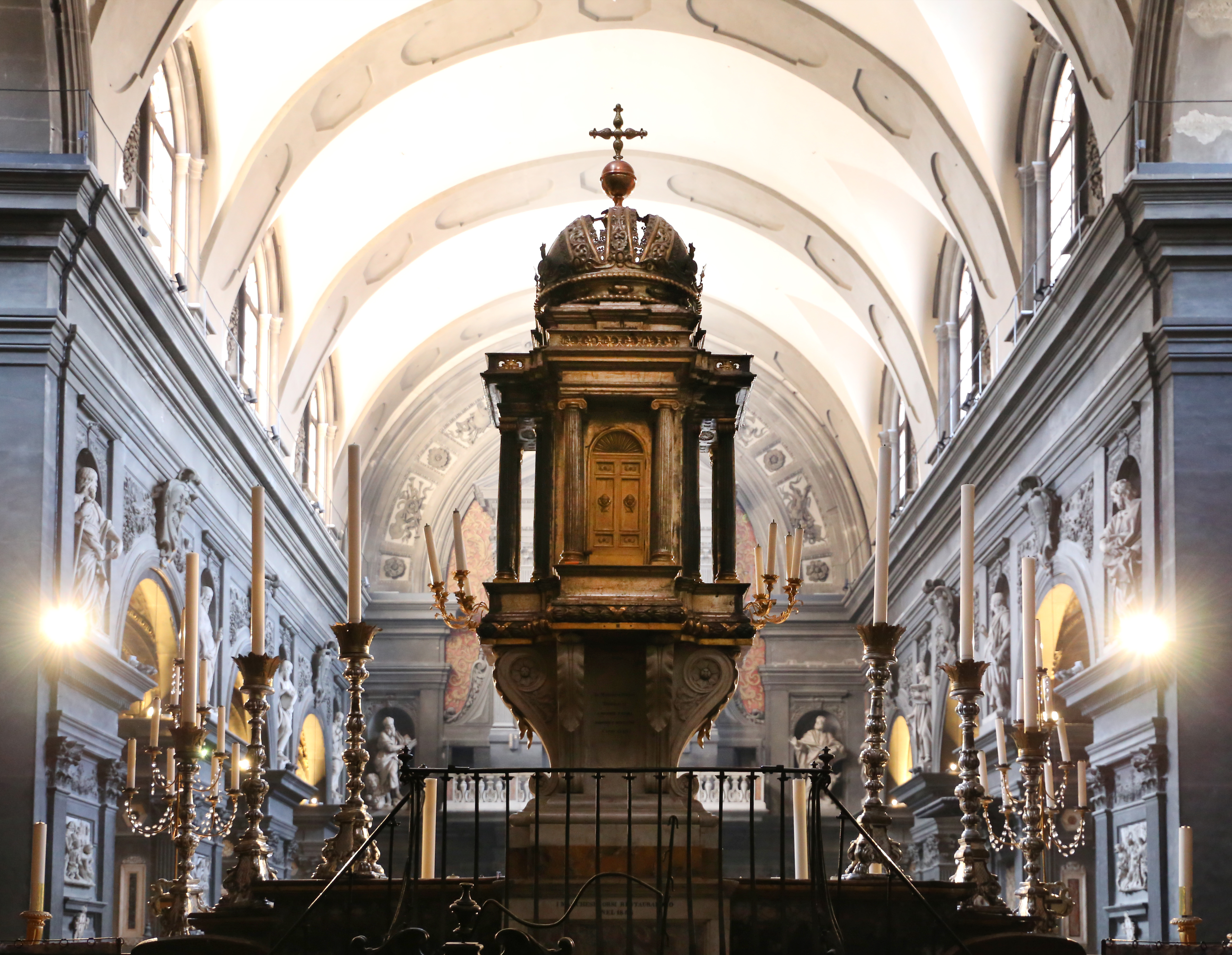
Киворий главного алтаря. 1671. Архитектор Б. Петруччи
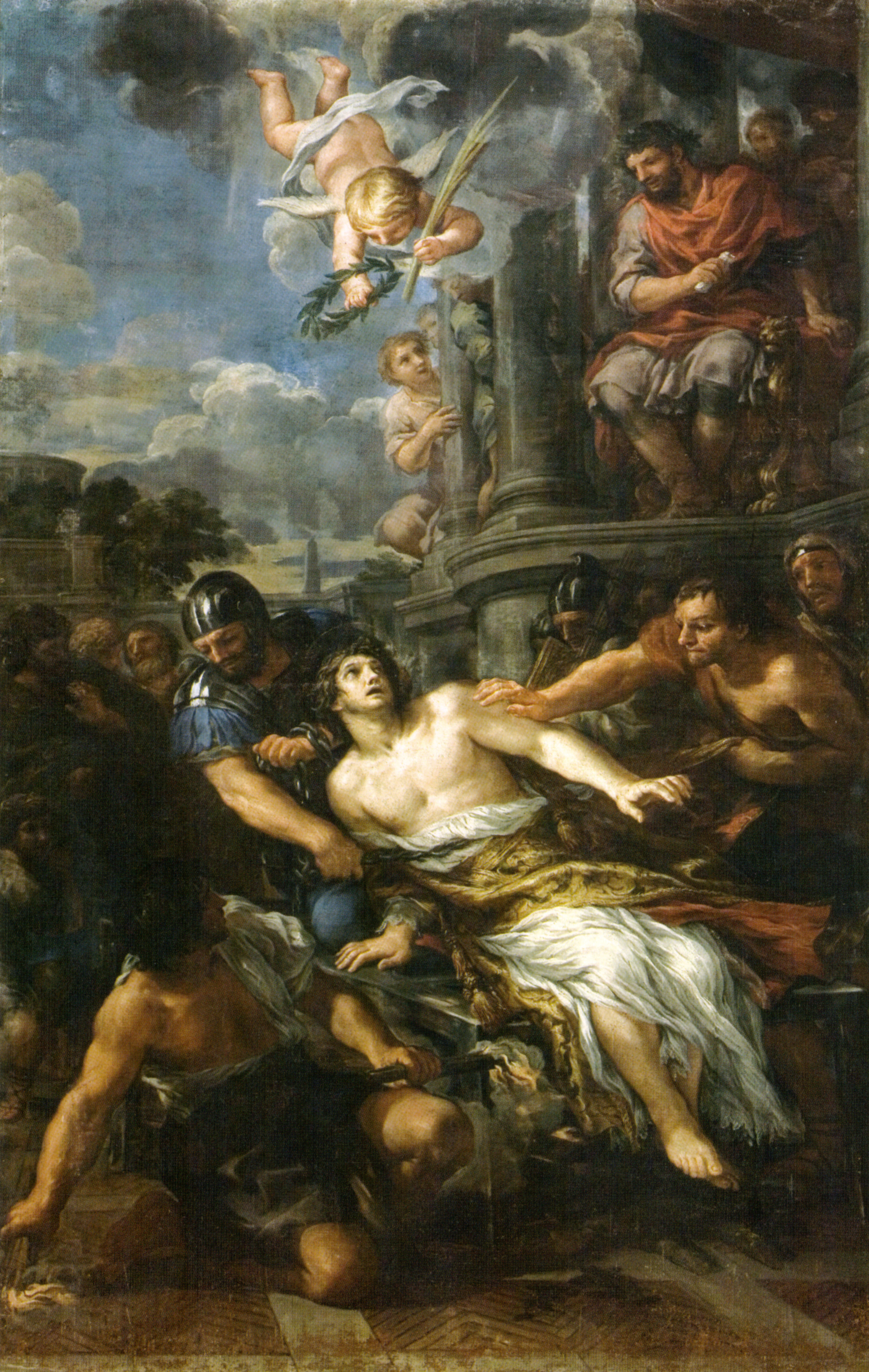
Пьетро да Кортона. Мученичество Святого Лаврентия
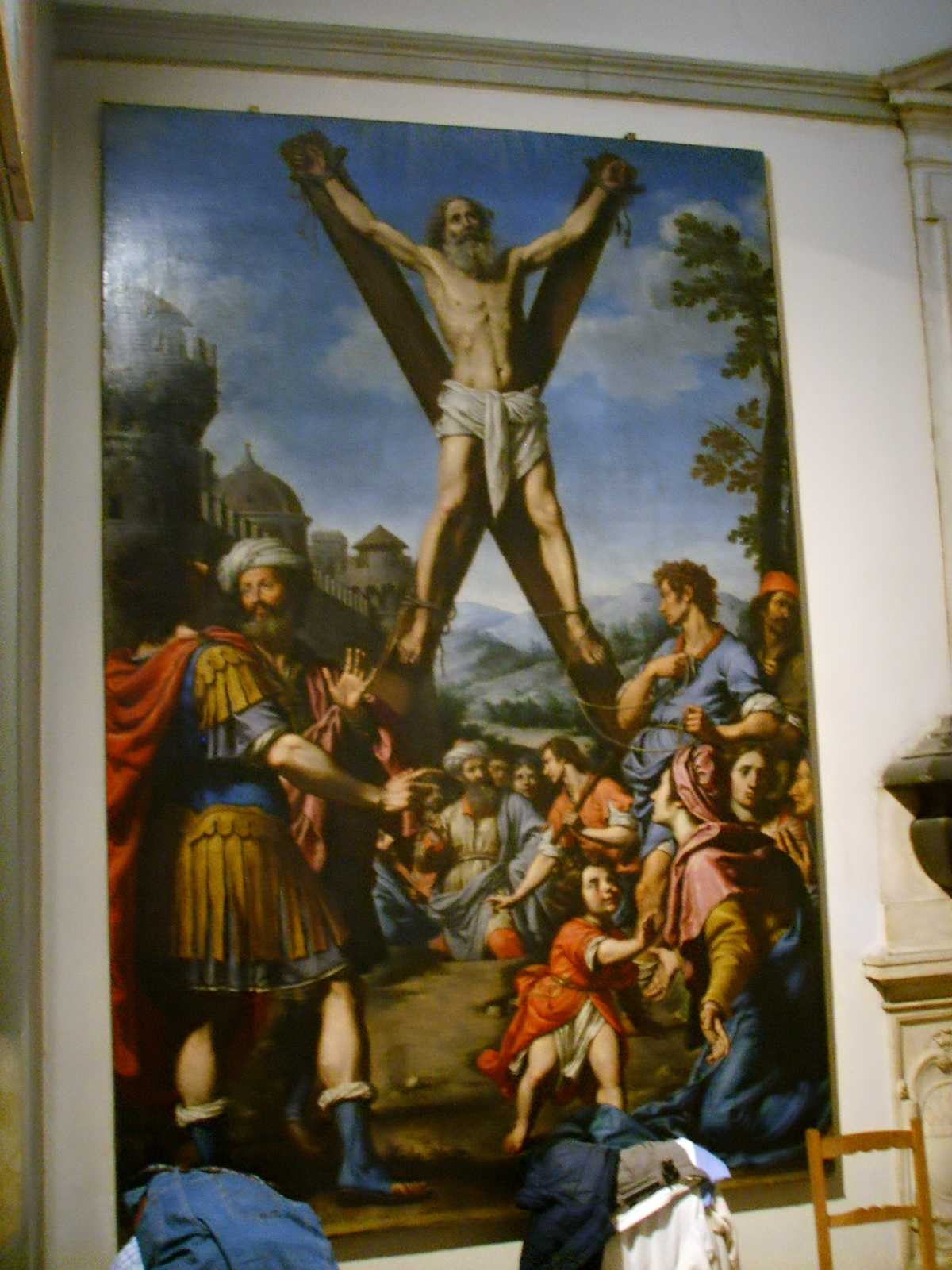
А. Руджери. Мученичество Святого Андрея.
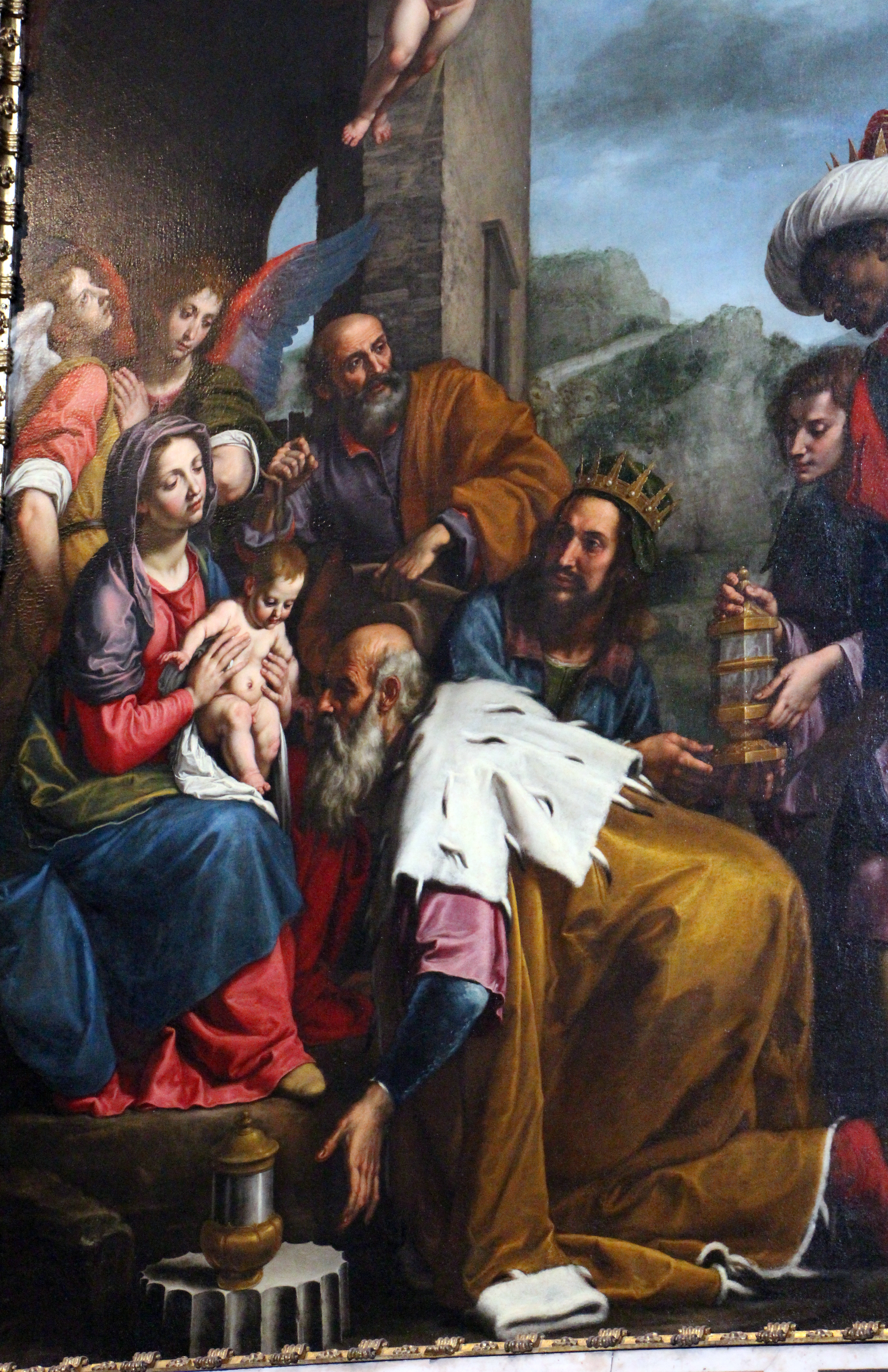
О. Ваннини. Поклонение волхвов
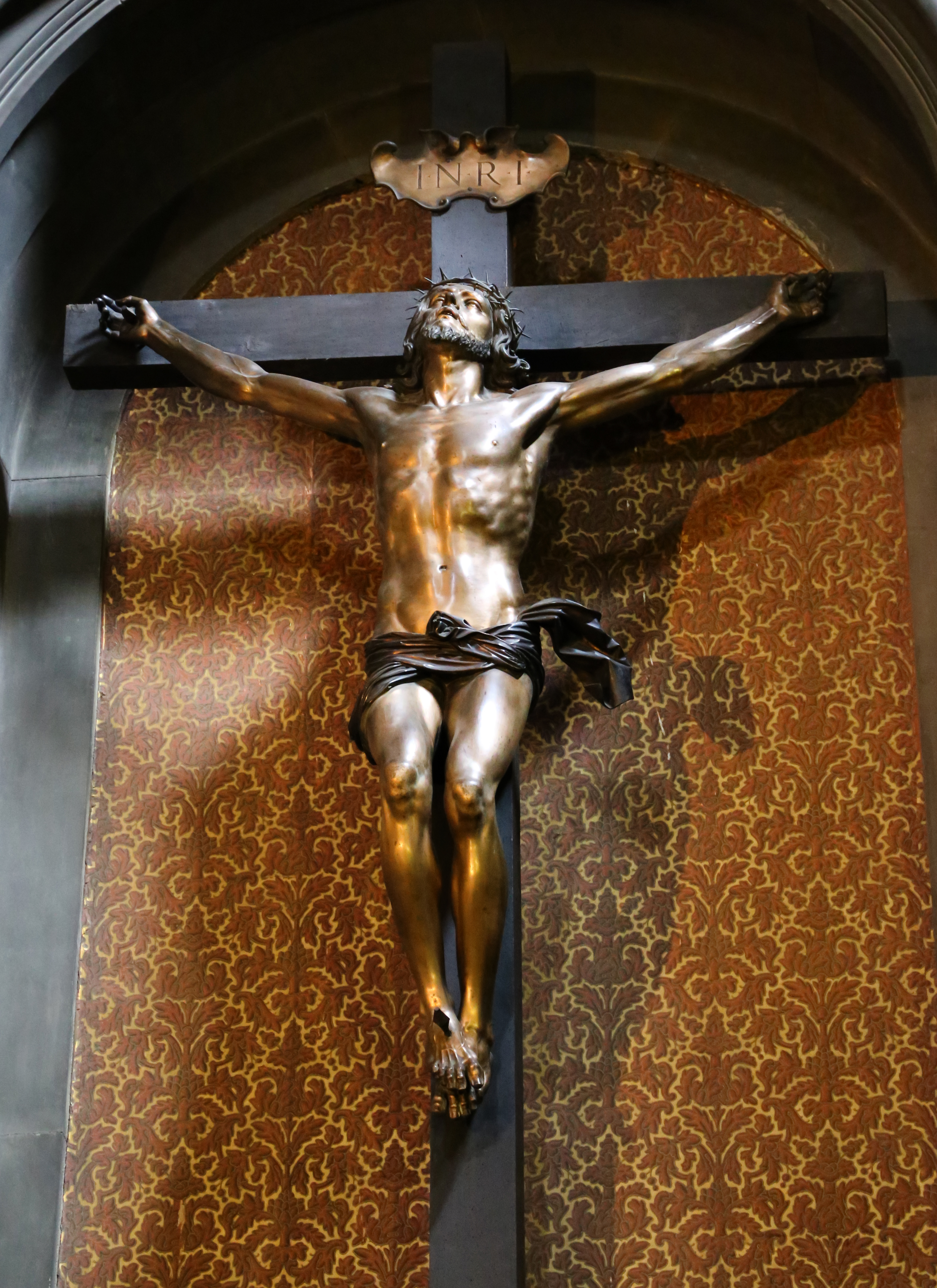
Ф. Сусини. Распятие. Бронза